# Aldo Scarabosio
Aldo Scarabosio (Asti, 16 dicembre 1940) è un notaio e politico italiano.

## Biografia

### Attività politica
Notaio di professione nei collegi uniti di Torino e Pinerolo,  nel 2001 viene eletto senatore per Forza Italia. Nel corso della XIV legislatura è componente della Giunta delle elezioni e delle immunità parlamentari, della 1ª Commissione permanente (Affari Costituzionali), della 8ª Commissione permanente (Lavori pubblici, comunicazioni), del Comitato parlamentare per i procedimenti di accusa, della Commissione parlamentare d'inchiesta sull'affare Telekom Serbia e del Consiglio di garanzia.
Nel 2006 viene confermato senatore per Forza Italia. Fa parte della Giunta delle elezioni e delle immunità parlamentari, come Membro prima e quindi come Vicepresidente ed è componente del Comitato parlamentare per i procedimenti di accusa. .
Diventa Presidente della 10ª Commissione permanente (Industria, commercio, turismo) visto che il centrodestra ha la maggioranza nella Commissione nonostante il Senato sia controllato dal centrosinistra. Scarabosio è l'unico Presidente di Commissione di un partito di centrodestra nella XV legislatura.
Nel 2008 viene rieletto senatore per il Popolo della Libertà. Fa parte della 4ª Commissione permanente (Difesa).